# Hyllisia javanica
Hyllisia javanica är en skalbaggsart som beskrevs av Stefan von Breuning 1948. Hyllisia javanica ingår i släktet Hyllisia och familjen långhorningar. Inga underarter finns listade i Catalogue of Life.